# Лебенсборн

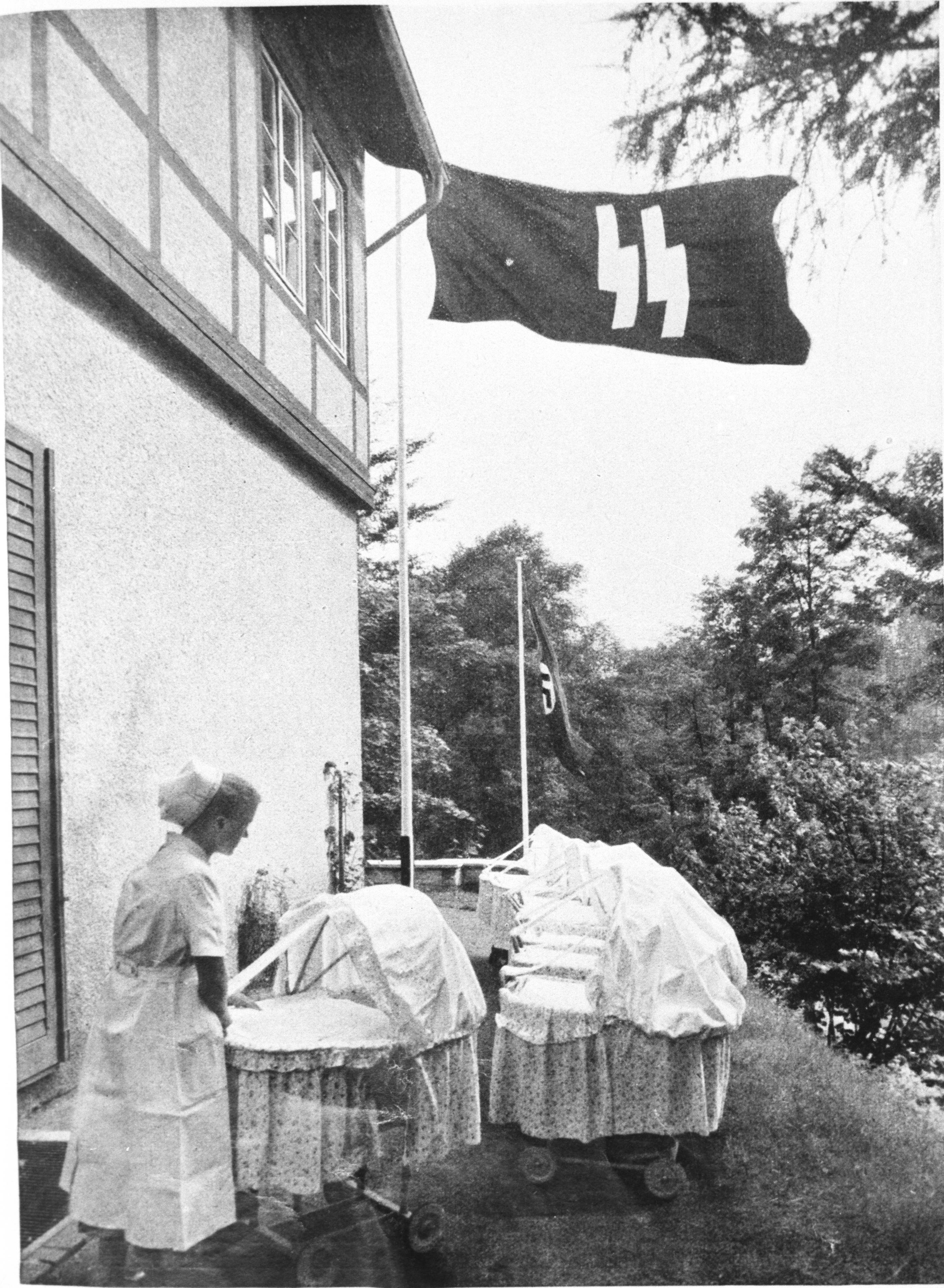
Родильный дом Лебенсборн

Ле́бенсборн (нем. Lebensborn) — «Исток жизни» (нем. уст. born — источник) — организация, основанная в 1935 году в составе Главного управления расы и поселений для подготовки молодых «расово чистых» матерей и воспитания «арийских» младенцев (прежде всего детей членов СС).

## История
Организация Лебенсборн была создана 12 декабря 1935 года по личному указанию рейхсфюрера СС Генриха Гиммлера. Уставом организации предписывалось, что её руководителем может быть только офицер из членов СС, назначенный рейхсфюрером СС.
В 1938 году он был преобразован в управление L в составе Личного штаба рейхсфюрера СС. Руководителями Лебенсборна являлись оберфюрер СС Грегор Эбнер (Gregor Ebner) и штандартенфюрер СС Макс Зольман (Max Sollmann).

## Структура
Центральный аппарат организации состоял из 9 отделов:
- I отдел (предоставление германского гражданства);
- II отдел (рабочая служба);
- III отдел (кадры);
- IV отдел (финансы);
- V отдел (руководство);
- VI отдел (право);
- VII отдел (здоровье);
- VIII отдел (адаптация);
- IX отдел (запись актов гражданского состояния).

## Дома матери и Дома ребёнка

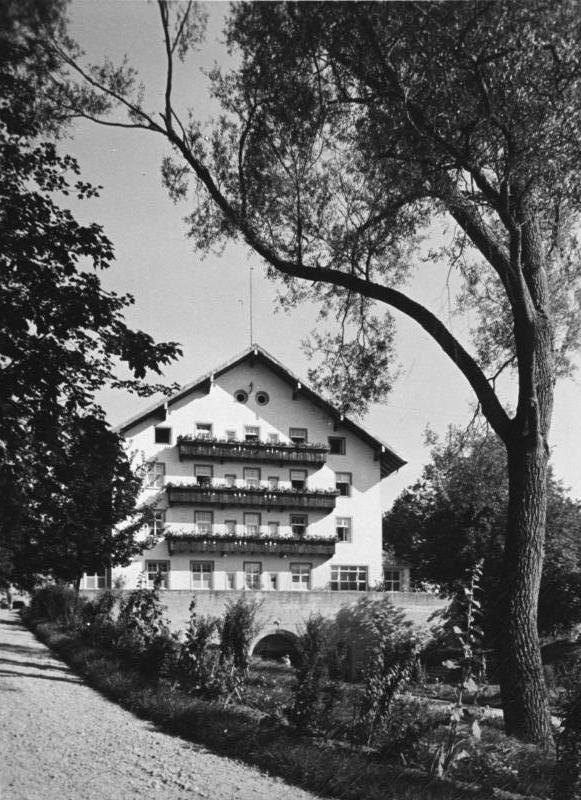
Дом матери в Штейнхёринге, 1938 год

Для подготовки будущих матерей и воспитания детей организация Лебенсборн создавала собственные Дома матери и Дома ребёнка. Всего было 6 Домов ребёнка и 17 Домов матери 
Дома матери:
- в Германии — Бад-Польцин, Вернигероде, Висбаден, Клостерхейде, Нордрах, Перниц, Штейнхёринг, Хохенхорст;
- в Бельгии — Вегимонт;
- в Дании — Копенгаген;
- во Франции — Ламорле, Сернанкуре
- в Норвегии — Берген, Гейло, Хурдальсверк, Клеккен, Осло, Тронхейм.

Дома ребёнка:
- В Германии — Боффердинг, Гмюден, Шалькхаузен;
- в Норвегии — Годтхааб, Ос, Сталхейм[1].

Также планировалось открыть ещё три в Польше — в Кракове, Отвоке и Варшаве и один — в Нидерландах, в Неймегене.

## Деятельность
Организация давала матерям-одиночкам возможность рожать детей в приютах, где после родов государство заботилось о матери и ребёнке. Матерей побуждали выходить замуж за отцов своих детей, но поощрялось и их усыновление другими отцами. Эта организация финансировалась СС и в соответствии со своей идеологией ставила определённые условия приёма в приют: оба родителя должны были быть здоровыми, «арийского происхождения» и не иметь судимостей.
В прессе стран антигитлеровской коалиции эти приюты называли «гиммлеровскими фабриками детей» и «центрами онемечивания детей, увезённых из оккупированных областей».
На Нюрнбергском процессе по делу о расовых преступлениях в октябре 1947 года членам Лебенсборна были выдвинуты три обвинения:
1. Преступления против человечности: увоз детей с оккупированных территорий.
2. Разграбление общественной и частной собственности в Германии и на оккупированных территориях.
3. Принадлежность к преступной организации.

10 марта 1948 года, после 5-месячного интенсивного следствия, допросов свидетелей и изучения документов американский военный трибунал в г. Нюрнберге вынес следующий приговор руководству Лебенсборна:
его руководитель, штандартенфюрер СС Макс Зольман и его ведущие сотрудники были оправданы по первым двум пунктам обвинения и осуждены по третьему пункту (за принадлежность к СС, как к одной из организаций, объявленных Международным военным трибуналом преступными). При этом обвиняемая Инге Фирметц, заместитель руководителя главного «отдела А», была оправдана по всем трём пунктам.

## Трагедия в Лидице
Одним из наиболее известных случаев деятельности Лебенсборна стала трагедия в Лидице, где Мария Долежалова-Шупикова (чеш. Marie Doležalová-Šupíková) из чешского села Лидице в числе 23 детей была отобрана немцами и отправлена в Германию. Ей сменили имя и фамилию и отдали в детский дом, а потом в немецкую семью.
Остальные 82 ребёнка, не прошедшие отбор для германизации, Адольф Эйхман распорядился отправить в концентрационный лагерь Хелмно, где они были отравлены газом, а деревня полностью уничтожена. Мария смогла найти свою мать, угнанную на работу в Германию, только в 1946 году. Она была свидетелем на Нюрнбергском процессе. После этого жила на родине и работала экскурсоводом в музее сожжённого села Лидице. Скончалась в марте 2021 года. Там стоит памятник в виде скульптурной группы, изображающей уничтоженных в лагере Хелмно детей.

## В кинематографе
- 1961 — «Лебенсборн» / Lebensborn (Германия). Насильное рекрутирование женщин на фермы для «деторождения арийского потомства».
- 1997 — «Лебенсборн» / Lebensborn (США). Сумасшедшие учёные выращивают арийскую суперрасу в Америке 1980-х, используя для этих целей родных брата и сестру.
- 2000 — «Весна жизни» / Pramen života (Чехия). Насильное рекрутирование женщин на фермы для «деторождения арийского потомства».
- 2012 — «Две жизни» / Zwei Leben / To liv (Германия/Норвегия). Увоз из Норвегии в Германию ребёнка, рождённого норвежской женщиной от немецкого солдата.
- 2016 — сериал «Человек в высоком замке» (производство Amazon Prime).

## Игры
- 2021 "My Child Lebensborn" / Моё дитя Лебенсборн (Великобритания). Социальная игра-симулятор о жизни ребенка, дитя норвежки и солдата СС в послевоенной Норвегии.